# Атта, Абрахам
А́брахам Ни А́тта (англ. Abraham Nii Attah; род. 2 июля 2001 года, Ашаиман, Большая Аккра, Гана) — ганский актёр, наиболее известный по роли Агу в фильме «Безродные звери».

## Биография
Атта родился и вырос в городе Ашаиман, Большая Аккра. Его мать работала на рынке, а отец — в порту. Атта является представителем народа га. Также у него есть пять братьев и сестёр.
В 2016 году переехал в США, чтобы продолжить карьеру актёра. После переезда Атта получил стипендию от Netflix и поступил в Чеширскую академию в Коннектикуте. В 2021 году поступил в Университет Тафтса.

## Карьера
В детстве Атта хотел стать музыкантом и не думал, что станет актёром. В 2014 году, во время занятий в школе, Атту заметил кастинг-директор Харрисон Несбит и пригласил пройти прослушивание. В конечном итоге Абрахам был выбран среди 1000 других претендентов на главную роль в фильме «Безродные звери». За эту роль он получил премию «Независимый дух» за лучшую мужскую роль, а также премию Марчелло Мастроянни. Критики также высоко оценили игру Атты. Вадим Богданов для газеты «Новый Взгляд» отметил: «Абрахам Атта был удостоен особой награды на Венецианском кинофестивале за свою актерскую игру. После просмотра его награда становится самой очевидной вещью на планете... Юный Абрахам Атта прекрасно справился с ролью». Дмитрий Сосновский для «Российской газеты» писал: «Юный Абрахам Атта блестяще справляется с трагическими трансформациями, происходящими с его героем». Американский кинокритик и историк кино Леонард Малтин подчеркнул: «Новичок Абрахам Атта в роли Агу – настоящая находка фильма». Питер Трэверс добавил: «Замечательный Атта, чьё юное лицо отражает адское путешествие, превращает этот жестокий фильм в яркое и незабываемое произведение».
В 2016 году на 88-й церемонии награждения премии Оскар Атта вместе с Джейкобом Трамбле вручал награду за лучший игровой короткометражный фильм. В том же году получил роль Эйба в фильме «Человек-паук: Возвращение домой», премьера которого состоялась 28 июня 2017 года.
В 2020 году сыграл в фильме «Tazmanian Devil», в котором также выступил в качестве ассоциированного продюсера.

## Фильмография
| Год  |     | Русское название                | Оригинальное название  | Роль                           |
| ---- | --- | ------------------------------- | ---------------------- | ------------------------------ |
| 2015 | ф   | Безродные звери                 | Beasts of No Nation    | Агу                            |
| 2016 | кор | —                               | Out of the Village     | Мебро                          |
| 2017 | ф   | Человек-паук: Возвращение домой | Spider-Man: Homecoming | Эйб                            |
| 2020 | ф   | —                               | Tazmanian Devil        | Дайо, ассоциированный продюсер |

## Награды и номинации
Полный список наград и номинаций на IMDb.
| Год  | Награда                        | Категория                              | Работа          | Результат |
| ---- | ------------------------------ | -------------------------------------- | --------------- | --------- |
| 2015 | Венецианский кинофестиваль     | Премия Марчелло Мастроянни             | Безродные звери | Победа    |
| 2016 | Кинопремия «Выбор критиков»    | Лучший молодой артист                  | Безродные звери | Номинация |
| 2016 | Empire Awards                  | Мужской дебют                          | Безродные звери | Номинация |
| 2016 | Премия «Независимый дух»       | Лучшая мужская роль                    | Безродные звери | Победа    |
| 2016 | NAACP Image Award              | Лучший актёр полнометражного кино      | Безродные звери | Номинация |
| 2016 | Премия Гильдии киноактёров США | Лучший актёрский состав в игровом кино | Безродные звери | Номинация |
| 2016 | Премия «Молодой актёр»         | Лучший молодой актёр в кинофильме      | Безродные звери | Номинация |